# 切斯特菲爾德 (愛達荷州)
切斯特菲爾德（英語：Chestfield）是位於美國愛達荷州卡里布縣的一個鬼鎮。由於此地已於1958年被荒廢，本地已無人居住。

## 地理
切斯特菲爾德的座標為42°52′01″N 111°54′07″W / 42.86694°N 111.90194°W，而該地的平均海拔高度為1660米（即5446英尺）。